# Шипоту (Горж)
Шипоту (рум. Șipotu) — село у повіті Горж в Румунії. Входить до складу комуни Турбуря.
Село розташоване на відстані 205 км на захід від Бухареста, 41 км на південний схід від Тиргу-Жіу, 47 км на північний захід від Крайови.

## Населення
За даними перепису населення 2002 року у селі проживали 699 осіб, усі — румуни. Усі жителі села рідною мовою назвали румунську.